# Fireworks, Should We See It from the Side or the Bottom? (téléfilm)
Pour le film d'animation de 2017, voir Fireworks, Should We See It from the Side or the Bottom? (2017).
Pour plus de détails, voir Fiche technique et Distribution.
Fireworks, Should We See It From the Side or the Bottom? (打ち上げ花火、下から見るか? 横から見るか?, Uchiage hanabi, shita kara miru ka? Yoko kara miru ka?) est un téléfilm japonais réalisé par Shunji Iwai, diffusé en 1993 et ayant bénéficié d'une sortie au cinéma en 1995. 

## Synopsis
Norimichi et Yusuke semblent en pincer pour la même fille, la jolie mais discrète Nazuna. Cette dernière va alors commencer à agir étrangement : ses camarades de classe ne le savent pas encore, mais les parents de la jeune fille vont divorcer, et Nazuna devra quitter l'école et la ville pour suivre sa mère. Loin de tous ces premiers désordres amoureux, le reste de la joyeuse bande commence à se passionner pour cette journée qui doit se clôturer par un feu d'artifice. Mais une question les divise : les feux d'artifice sont-ils plats ou bien ronds, lorsqu'on les observe de côté ?

## Fiche technique
- Titre : Fireworks, Should We See It From the Side or the Bottom?
- Titre original : 打ち上げ花火、下から見るか? 横から見るか? (Uchiage hanabi, shita kara miru ka? Yoko kara miru ka??)
- Réalisation : Shunji Iwai
- Scénario : Shunji Iwai
- Production : Inconnu
- Musique : Remedios
- Photographie : Kōji Kanaya
- Montage : Inconnu
- Pays d'origine : Japon
- Langue : japonais
- Format : Couleurs - 1,33:1 - Stéréo - 35 mm
- Genre : Drame et romance
- Durée : 49 minutes
- Date de sortie :
  -  Japon : 1993 (à la télévision)
  -  Japon : 12 août 1995 (au cinéma)

## Distribution
- Yuta Yamazaki : Norimichi Shimada
- Megumi Okina : Nazuna Oikawa
- Takayuki Sorita : Yusuke Azumi
- Randy Havens : Kazuhiro
- Kenji Kohashi : Jun'ichi
- Kento Sakuragi : Minoru
- Kuniko Asagi : Haruko Miura
- Kanako Fukaura : la mère de Norimichi
- Mitsuko Ishii : la mère de Nazuna
- Reiki Koyama : Makoto

## Autour du film
Une adaptation en film d'animation japonaise est sorti au Japon le 18 août 2017 et le 3 janvier 2018 en France,.